# Żywocice
Żywociceⓘ (deutsch Zywodczütz) ist ein Dorf in der Gemeinde Krapkowice (deutsch Krappitz) in der Woiwodschaft Opole, Polen.

## Geographie

### Geographische Lage
Żywocice liegt einen Kilometer südöstlich des Gemeindesitzes und Kreisstadt Krapkowice und 20 km südlich der Woiwodschaftshauptstadt Opole (Oppeln) am linken Ufer der Oder sowie am rechten Ufer der Osobłoga (Hotzenplotz). Der Ort liegt in der Nizina Śląska (Schlesischen Tiefebene) innerhalb der Kotlina Raciborska (Ratiborer Becken). 
An Żywocice verlaufen die Landesstraße Droga krajowa 45 und die Wojewodschaftsstraße Droga wojewódzka 416, die von Krapkowice aus in südwestlicher (Richtung Głogówek) bzw. südöstlicher (Richtung Kędzierzyn-Koźle) Richtung führen.

### Ortsteile
Zum Ort gehört der Weiler Ligota (Ellguth).

### Nachbarorte
Nachbarorte von Żywocice sind im Nordwesten der Gemeindesitz Krapkowice (Krappitz) und im Südwesten Pietna.

## Geschichte

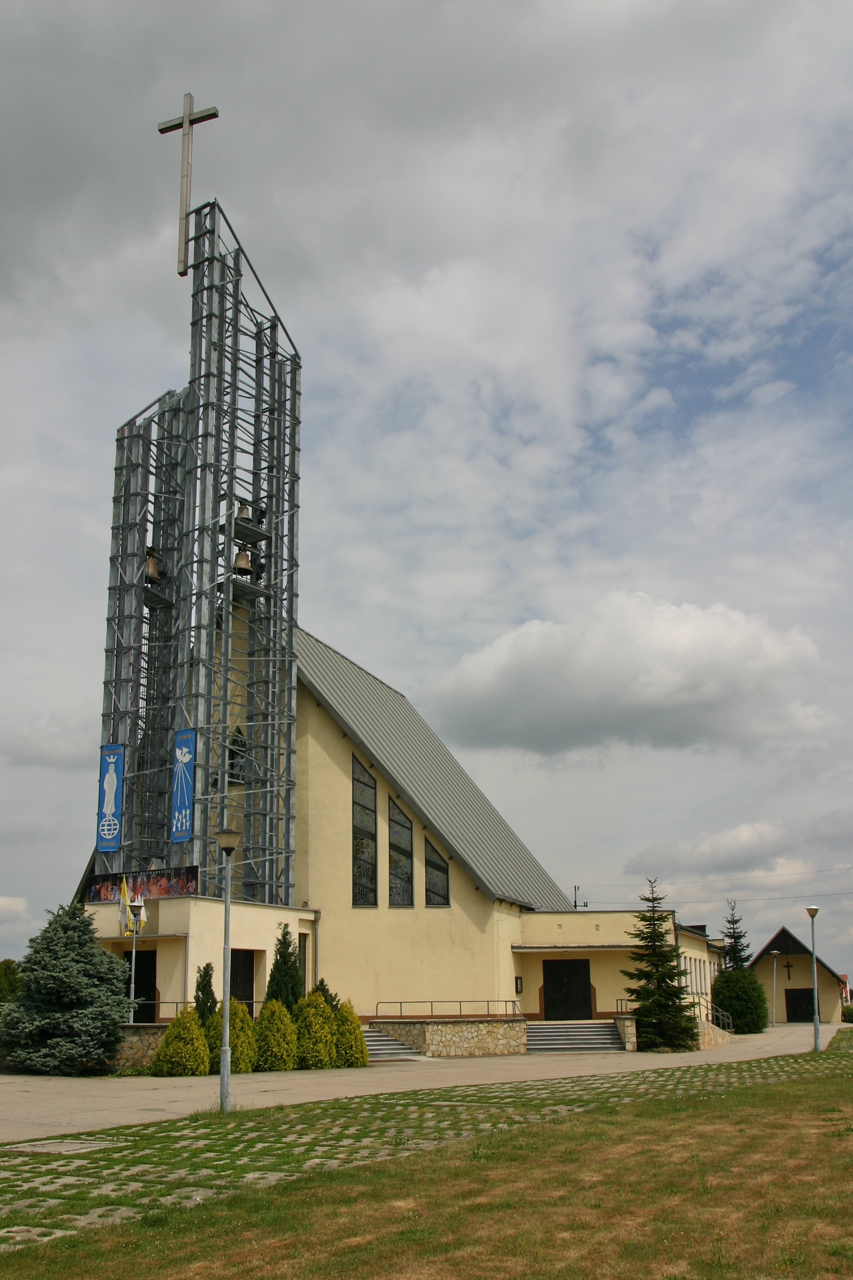
Die St.-Florian-Kirche

Der Name Zywodczütz geht wahrscheinlich auf einen Personennamen zurück. So kommen die Namen Sibotho oder Johannes Sibochic in der Czarnowanzer Urkunde von 1228 vor. Um 1300 findet sich der sehr ähnliche Name Ziboczicz im Lib. fund., wo Ziboczicz utroque (utroque: lat. beide) genannt wird. Da es aber nur einen Ort Zywodczütz gibt, ist anzunehmen, dass sich das utroque auf die Aufteilung des Zehnts bezieht, von dem die eine Hälfte dem Bischof und die andere Hälfte dem Kloster Leubus zukam. Es existiert ferner eine weitere Herleitung des Ortsnamens, die sich auf die Lage des Dorfs oberhalb der Wiesen hinter dem Wasser (za wodzie) bezieht, jedoch bezweifelt wird. Weitere Namensvarianten sind: Zywotitz (1483),  Zibetitz (1534) und  Ziwowitz (1574).
Im Dreißigjährigen Krieg zog das schwedische Heer auf dem Marsch von Mecklenburg nach Olmütz durch Zywodczütz. Auf diesem Marsch sollen die Schweden eine Straße angelegt haben, die noch 1940 gut feststellbar war.
Von 1816 bis 1945 gehörte Zywodczütz zum Landkreis Oppeln und war seit dem 1. Januar 1874 dem Amtsbezirk Schloss Krappitz eingegliedert.
Im Jahr 1845 zählte das Dorf 408 Einwohner, von denen 18 protestantischer Konfession waren. Es existierten 43 Häuser, 3 Landgüter und eine Wassermühle.
Mit der Ansiedlung der Papierindustrie in Krappitz um die Jahrhundertwende (Eisenbahnanbindung: 1896, Gründung Papierfabrik: 1901, Gründung Natron-Zellstoffwerke: 1906) setzte auch in Zywodczütz ein Bevölkerungswachstum ein. Das erste Geschäft, eine Bäckerei und Kolonialwarenhandlung, wurde 1912 eröffnet. Es folgten Gemischtwarenhandlungen, Fleischereifilialen, Gastwirtschaften, Bauausführungen, Zementrohrwerke und weitere handwerkliche Betriebe wie Schreinereien, Schneider, Schuhmacher, Tüchner und andere. Außerdem existierten eine Freiwillige Feuerwehr und eine Rotkreuzstation. Eine Spar- und Darlehenskasse wurde 1915 und eine Elektrizitätsgenossenschaft 1919 gegründet.
Noch vor den 1936 von den damaligen Machthabern verordneten Umbenennungen slawisch klingender Ortsnamen erhielt Zywodczütz bereits im Jahre 1934 die neue Ortsbezeichnung „Oderwiese“. Zur Begründung des entsprechenden Antrags wurde vom damaligen Gemeindeschulzen angeführt, dass beim Vorsprechen im Oppelner Landratsamt nicht mehr die alphabetisch sehr weit hintere Reihenfolge Z, Y, W abgewartet werden müsse.
Als Folge des Zweiten Weltkrieges kam der Ort 1945 unter polnische Verwaltung, wurde anschließend der Woiwodschaft Schlesien angeschlossen und ins polnische Żywocice umbenannt. 1950 kam der Ort zur Woiwodschaft Opole, 1999 zum wiedergegründeten Powiat Krapkowicki.

## Sehenswürdigkeiten

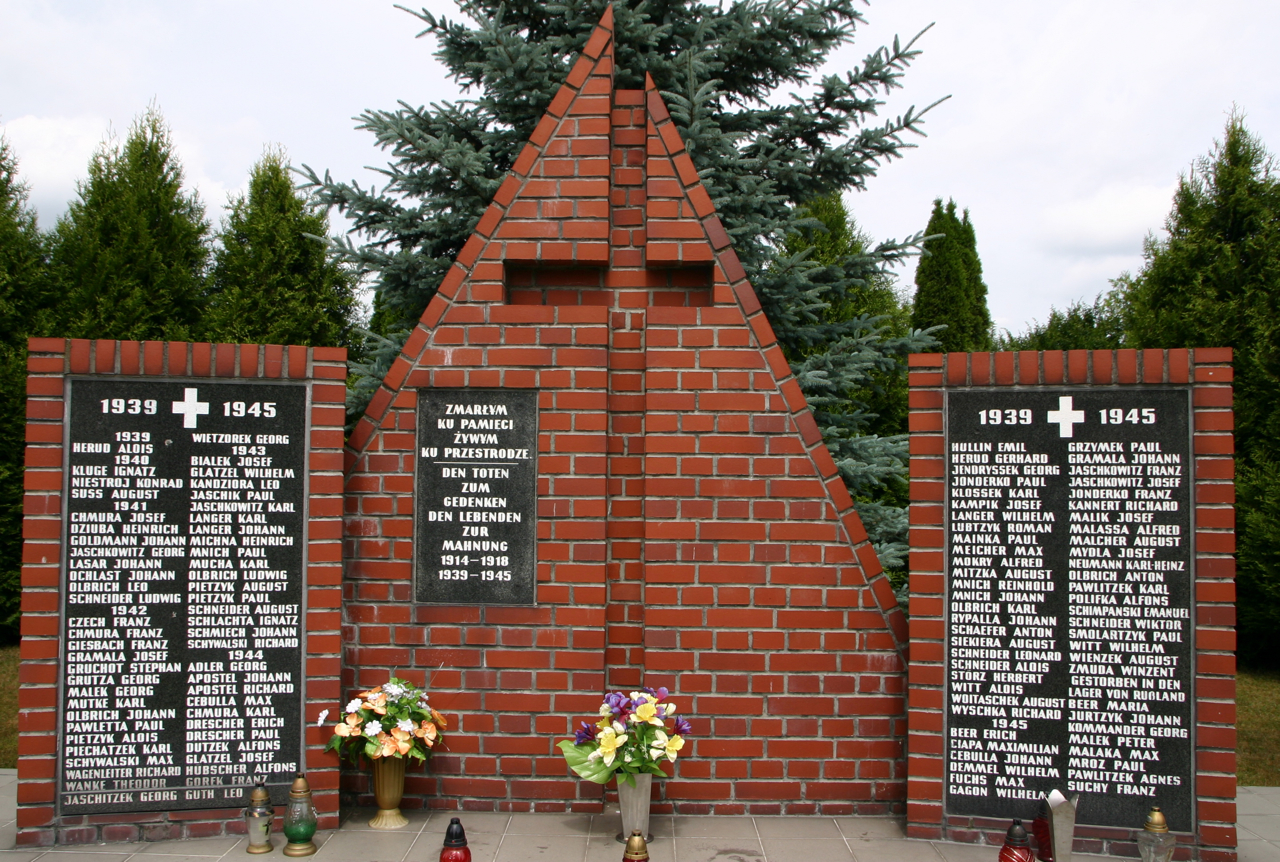
Gefallenendenkmal

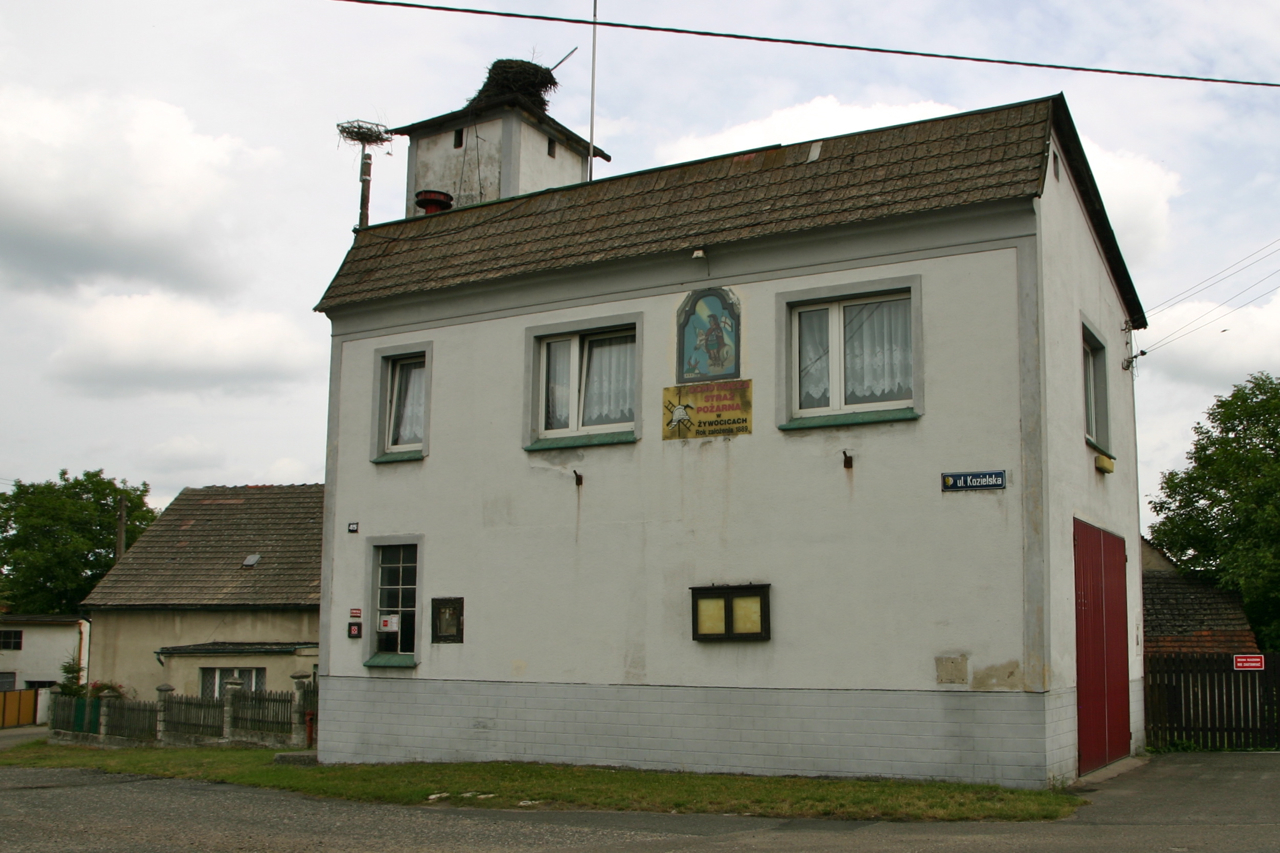
Feuerwehrhaus

- Die römisch-katholische St.-Florian-Kirche wurde 1985 erbaut. Zuvor gehörte der Ort Zywodczütz kirchenrechtlich über Jahrhunderte zum Kirchspiel Krappitz. Seit dem Bau der katholischen St.-Florian-Kirche bildet Żywocice ein eigenes Kirchspiel, dem die Ortschaften Pietna und Ligota Krapkowicka (deutsch Vorwerk Oberwiese) angehören.
- Alter Friedhof mit erhaltenen deutschen Gräbern
- Feuerwehrhaus
- Denkmal 120 Jahre Freiwillige Feuerwehr
- Denkmal für die Gefallenen beider Weltkriege
- Marienkapelle
- Wegekreuz mit Marienstatue